# Teesport
Teesport, también conocido como Tees Dock, es un puerto en el estuario del río Tees en North Yorkshire. En términos de manejo de carga, es el quinto puerto más activo del Reino Unido.

## Detalles
El puerto de Teesport se encuentra en la orilla sur del Tee, a unas cinco millas náuticas de la ría. El puerto operado por PD Ports cuenta con terminales para contenedores, carga general, carga a granel, acero, químicos, madera y aceite mineral, entre otros. El puerto tiene capacidad para barcos de hasta 305 metros de largo y 48 metros de ancho. El canal tiene 15,40 metros de profundidad.